# Johann Jacob Löwenthal
Johann Jacob Löwenthal (maďarsky Löwenthal Johann Jacob, 15. července 1810, Pešť, Uhry – 20. července 1876, Hastings, Anglie) byl maďarský šachový mistr a profesionální šachový hráč.
Löwenthal pocházel z rodiny židovského obchodníka. Po porážce revoluce v roce 1848, které se aktivně zúčastnil, musel uprchnout do Ameriky, kde v New Yorku překvapivě prohrál s dvanáctiletým Paulem Morphym 0:2. Od roku 1851 žil v Londýně, kde se také téhož roku zúčastnil prvního velkého mezinárodního šachového turnaje, prohrál však již v prvním kole s Angličanem Elijahem Williamsem 1:2.
V letech 1863 až 1867 byl redaktorem Chess Player's Magazine.

## Významné šachové úspěchy
- Vítězství nad Eugènem Rousseauem 5:0 roku 1850 v New Orleansu.
- Remíza s Charlesem Henrym Stanleym 3:3 (=0) roku 1850 v New Yorku.
- Vítězství (před Samuelem Bodenem a dalšími) na turnaji v Manchesteru roku 1857 uspořádaném u příležitosti prvního kongresu British Chess Association, když v semifinále porazil Adolfa Anderssena 1:0.
- Vítězství na vyřazovacím turnaji při druhém šachovém kongresu Britské šachové asociace v Birminghamu roku 1858, kdy v druhém kole porazil Howarda Stauntona 2:0 a ve finále zvítězil nad Ernstem Karlem Falkbeerem 3:2 (=4).